# 山稻鼠
山稻鼠（Nesoryzomys indefessus）是生活在厄瓜多爾科隆群島上一種已滅絕的倉鼠。牠們的消失可能是因入侵的黑鼠所致。